# Kosmos 2100
Kosmos 2100, sovjetski vojni navigacijski i komunikacijski satelit iz programa Kosmos. Vrste je Parus.
Lansiran je 14. rujna 1990. godine u 5:59 s kozmodroma Pljesecka, s mjesta 133/3. Lansiran je u nisku orbitu oko planeta Zemlje raketom nosačem Kosmos-3M 11K65M. Orbita mu je 961 km u perigeju i 1012 km u apogeju. Orbitne inklinacije je 82,94°. Spacetrackov kataloški broj je 20804. COSPARova oznaka je 1990-083-A. Zemlju obilazi u 104,84 minute. Pri lansiranju bio je mase 810 kg. 
Iz misije je ostao još jedan dio koji je ostao kružiti u niskoj orbiti. 

## Vanjske poveznice
- N2YO.com Search Satellite Database (engl.)
- Celes Trak SATCAT Format Documentation (engl.)
- Kunstman  Arhivirana inačica izvorne stranice od 12. kolovoza 2019. (Wayback Machine) Satellites in Orbit (engl.)